# Campionati del mondo di ciclismo su strada 1973
I Campionati del mondo di ciclismo su strada 1973 si disputarono a Barcellona, sul Montjuïc, in Spagna, il 2 settembre 1973.
Furono assegnati quattro titoli:
- Prova in linea Donne, gara di 55 km
- Prova in linea Uomini Dilettanti, gara di 162 km
- Cronometro a squadre Uomini Dilettanti, gara di 100 km
- Prova in linea Uomini Professionisti, gara di 248,6 km

## Storia
Sul circuito del Montjuïc fu di nuovo protagonista il belga Eddy Merckx. Nonostante un sasso l'avesse ferito al ginocchio nelle prime battute di gara, riuscì a recuperare e all'undicesimo dei diciassette giri da compiere attaccò, staccando un gruppetto formato da Gimondi, Perurena, Battaglin, Ocaña, Zoetemelk e Freddy Maertens. Sul traguardo rimasero in quattro a giocarsi la vittoria: l'attacco prematuro di Maertens favorì Gimondi, che lo superò e non trovò difficoltà nel tagliare per primo il traguardo.
Le prove dilettanti furono dominate dalla Polonia, vincitrice dell'oro nella cronometro a squadre e di oro e argento nella prova in linea con Ryszard Szurkowski e Stanisław Szozda. Doppietta olandese invece nella prova in linea, con Nicole Vandenbroeck medaglia d'oro e Keetie van Oosten-Hage d'argento.

## Medagliere
| Pos.   | Nazione          | Oro | Argento | Bronzo | Totale |
| ------ | ---------------- | --- | ------- | ------ | ------ |
| 1      | Polonia          | 2   | 1       | 0      | 3      |
| 2      | Paesi Bassi      | 1   | 1       | 0      | 2      |
| 3      | Italia           | 1   | 0       | 0      | 1      |
| 4      | Unione Sovietica | 0   | 1       | 1      | 2      |
| 5      | Belgio           | 0   | 1       | 0      | 1      |
| 6      | Svezia           | 0   | 0       | 1      | 1      |
| 6      | Spagna           | 0   | 0       | 1      | 1      |
| 6      | Francia          | 0   | 0       | 1      | 1      |
| Totale | Totale           | 4   | 4       | 4      | 12     |

## Sommario degli eventi
| Eventi                        | Oro                                     | Tempo                      | Argento                                               | Tempo | Bronzo                                        | Tempo |
| Uomini Professionisti         |                                         |                            |                                                       |       |                                               |       |
| Gara in linea dettagli        | Felice Gimondi Italia                   | 6h31'26" Media 38,106 km/h | Freddy Maertens Belgio                                | s.t.  | Luis Ocaña Spagna                             | s.t.  |
| Uomini Dilettanti             |                                         |                            |                                                       |       |                                               |       |
| Gara in linea dettagli        | Ryszard Szurkowski Polonia              | ?                          | Stanisław Szozda Polonia                              | ?     | Bernard Bourreau Francia                      | ?     |
| Cronometro a squadre dettagli | Polonia Lis, Szurkowski, Szozda, Mytnik | ?                          | Unione Sovietica Komnatov, Michajlov, Sinicyn, Šuchov | ?     | Svezia Fagerlund, Filipsson, Hansson, Nilsson | ?     |
| Donne                         |                                         |                            |                                                       |       |                                               |       |
| Gara in linea dettagli        | Nicole Vandenbroeck Paesi Bassi         | ?                          | Keetie van Oosten-Hage Paesi Bassi                    | ?     | Valentina Rebrovskaja Unione Sovietica        | ?     |